# I Giochi panamericani
I I Giochi panamericani si svolsero a Buenos Aires, Argentina, dal 25 febbraio al 3 marzo 1951. La prima edizione della manifestazione multisportiva ha vinto competere 2500 atleti di 21 nazioni in 20 diversi sport. L'Argentina avrebbe dovuto organizzare i Giochi già nel 1942, come deciso anni prima dai comitati olimpici dei paesi americani, tuttavia lo scoppio della Seconda guerra mondiale fece slittare di diversi anni la I edizione. Fu la prima e unica volta che l'Argentina terminò al primo posto nel medagliere, davanti agli Stati Uniti, che in seguito termineranno sempre al primo posto del medagliere, eccetto che nell'edizione del 1991 a L'Avana, anche in quel caso dietro alla nazione ospitante.

## Torcia panamericana
Sull'esempio della torcia olimpica, anche i panamericani avevano una loro torcia, che prima dei Giochi partì da Olimpia e con un volo delle Aerolíneas Argentinas arrivò a Buenos Aires pochi giorni prima dell'evento, il 25 febbraio 1951. Nelle edizioni successive dei Giochi, la torcia sarebbe stata accesa al Cerro de la Estrella, questo fino al 1987, poi dal 1991 a Teotihuacan, sempre in Messico.

## I Giochi
La cerimonia inaugurale avvenne all'Estadio Juan Domingo Perón, alla presenza dello stesso Presidente e di sua moglia Evita Perón. Tra gli altri impianti, il Monumental subì lavori di ampliamento della pista di atletica, poiché al tempo aveva solo sei corsie.
Tra i protagonisti su quella pista brillarono il triplista brasiliano Adhemar da Silva, primatista del mondo e futuro campione olimpico della specialità, e il maratoneta campione olimpico di Londra 1948 Delfo Cabrera, che batté un altro argentino, Reinaldo Gorno. Nel nuoto, il brasiliano Tetsuo Okamoto, che l'anno dopo sarà bronzo a Helsinki 1952, vinse due ori individuali negli 800 e 1500 stile libero.

### Sport
- Atletica leggera
- Baseball
- Calcio
- Canoa
- Ciclismo
- Equitazione
- Ginnastica

- Lotta
- Nuoto
- Pallacanestro
- Pallanuoto
- Polo
- Pentathlon moderno
- Pugilato

- Rugby
- Scherma
- Sollevamento pesi
- Tennis
- Tiro
- Tuffi
- Vela

## Medagliere
| #      | Nazione           | Oro | Argento | Bronzo | Totale |
| ------ | ----------------- | --- | ------- | ------ | ------ |
| 1      | Argentina         | 68  | 44      | 38     | 150    |
| 2      | Stati Uniti       | 44  | 33      | 18     | 95     |
| 3      | Cile              | 9   | 20      | 12     | 41     |
| 4      | Cuba              | 9   | 9       | 10     | 28     |
| 5      | Brasile           | 5   | 15      | 12     | 32     |
| 6      | Messico           | 4   | 9       | 27     | 40     |
| 7      | Perù              | 2   | 5       | 7      | 14     |
| 8      | Trinidad e Tobago | 1   | 3       | 0      | 4      |
| 9      | Ecuador           | 1   | 0       | 1      | 2      |
| 10     | Colombia          | 1   | 0       | 0      | 1      |
| 11     | Venezuela         | 0   | 1       | 1      | 2      |
| 12     | Costa Rica        | 0   | 1       | 0      | 1      |
| 13     | Giamaica          | 0   | 0       | 3      | 3      |
| 14     | Panama            | 0   | 0       | 2      | 2      |
| 14     | Paraguay          | 0   | 0       | 2      | 2      |
| 16     | Guatemala         | 0   | 0       | 1      | 1      |
| 16     | Haiti             | 0   | 0       | 1      | 1      |
| Totale | Totale            | 144 | 140     | 135    | 419    |